# 리 그랜트 (축구 선수)
리 앤더슨 그랜트(영어: Lee Anderson Grant, 1983년 1월 27일, 헤멀헴프스테드 ~ )는 잉글랜드의 은퇴한 축구 선수이다. 과거 골키퍼로 활약했다.